# Silva Escura (lugar da Maia)
Silva Escura também conhecida por lugar da Igreja é um lugar de Silva Escura, no concelho da Maia.

## História e Toponímia
O lugar de Silva Escura é o lugar que deu origem ao nome da Paróquia de Santa Maria de Silva Escura e posteriormente ao nome da freguesia de Silva Escura, a paróquia de Silva Escura é de fundação anterior ao século XII, há registo de vários casais, mencionados nas Inquirições de 1258 em Silva Escura. 
O documento mais antigo referente a Silva Escura é um diploma do ano de 906, que se refere a um contrato de divisão de bens da Igreja de Silva Escura entre os bispos Dom Nausto de Coimbra e Dom Sismando de Iria. O senhorio desta villa pertencia a fidalgos e cavaleiros fidalgos respectivamente. 
O topónimo Silva Escura ascende a grande antiguidade, sendo Silva nome de planta, (bosque), ou invocação de Nossa Senhora da Silva. O qualificativo Escura vem salientar a densidade da vegetação no local; (bosque escuro).

## Património
- Igreja Paroquial de Silva Escura
- Salão Paroquial de Silva Escura
- HIpódromo Municipal da Maia

## Festividades
- Santo António - 13 de Junho

## Actividades Económicas
- Agricultura